# James La Fayette Cottrell

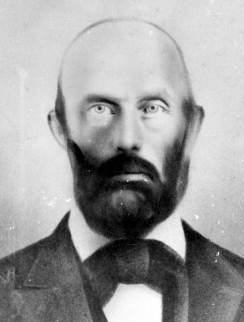
Porträt von James La Fayette Cottrell

James La Fayette Cottrell (* 25. August 1808 bei King William, King William County, Virginia; † 7. September 1885 in Cedar Keys, Florida) war ein US-amerikanischer Politiker (Demokratische Partei).

## Werdegang
James Cottrell schloss seine Vorbereitungsstudien ab. Er studierte Jura, bekam 1830 seine Zulassung als Anwalt und begann dann in Hayneville (Alabama) zu praktizieren. Cottrell war in den Jahren 1834, 1836 und 1837 Abgeordneter im Repräsentantenhaus von Alabama. Dann saß er zwischen 1838 und 1841 im Senat von Alabama, wobei er 1840 Präsident der Kammer war. Cottrell wurde in den 29. US-Kongress gewählt, um dort die Vakanz zu füllen, die durch den Rücktritt von William Lowndes Yancey entstanden war. Er gehörte dem Repräsentantenhaus der Vereinigten Staaten vom 7. Dezember 1846 bis zum 3. März 1847 an. Dann zog er 1854 nach Florida. Dort war er zwischen 1865 und 1885 Staatssenator. Ferner wurde er zum Zolleinnehmer in Cedar Keys ernannt, eine Stellung, die er bis zu seinem Tod 1885 innehatte. Er wurde auf dem Stadtfriedhof in Old Town (Florida) beigesetzt.